# Michael Václav z Althannu (1743–1810)
Michael Václav z Althannu (německy Michael Wenzel von Althann; 1743–1810) byl rakouský šlechtic z hraběcího rodu Althannů, císařský komorník a majitel pozemkových statků v jižní části Kladského hrabství.

## Život
Narodil se roku 1743 jako druhý syn hraběte Michaela Václava Rudolfa z Althannu a jeho manželky Marie Anny z Lichtervelde (1708–1794).
Sloužil u císařského dvora ve Vídni, kde získal hodnost komorníka. Po smrti svého staršího bratra Michaela Karla převzal rodová panství v Kladsku, mj. majorát v Mezilesí, panství v Roztoky a Vlkanov. Během svého pětiletého hospodaření se potýkal s hospodářským kolapsem v Kladsku, způsobeným napoleonskými válkami v zemi.
Michael Václav se třikrát oženil. Jeho první manželkou byla Alžběta Bádenská, s níž se oženil v roce 1775 ve Freiburgu im Breisgau. Po její smrti v roce 1789 se znovu oženil s Marií Aloisií z Rechbachu († 1801). Naposledy se Michael Václav oženil v roce 1806 s Aloisií Karolínou z Nimptsche (1771–1832).
Hrabě Michael Václav zanechal jediného syna Karla Albrechta (1792 – před 1832).
Podle rodinných záznamů však byl po jeho smrti majetek odkázán jeho vzdálenému bratranci Michaelu Janu V. ze španělské linie rodu.
Hrabě Michael Václav z Althannu zemřel v roce 1810 ve věku 67 let a byl pohřben ve farním kostele Mezilesí.